# Panoccitanisme
 (avril 2024).
- Si vous ne connaissez pas le sujet, laissez ce bandeau (vous pouvez alors contacter les auteurs).
- Si vous supprimez le contenu mis en cause (vous pouvez préalablement contacter les auteurs),

argumentez précisément cette suppression dans la page de discussion
(un manque de référence n'est pas un argument ; une recherche réelle de référence doit avoir été effectuée, être formellement documentée).

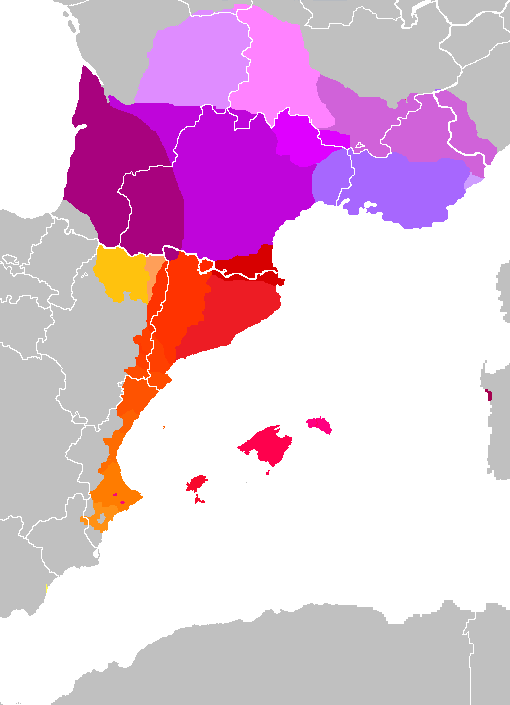
L'espace occitano-roman moderne

Le panoccitanisme est une théorie apparue au XIXe siècle qui milite pour une communauté de destin des espaces occitan et catalan dans une « Grande Occitanie, » linguistique, culturelle et politique. Elle a été particulièrement en vogue dans le Pays Valencien, et dans les années 1930 dans les milieux occitanistes et catalanistes.

## Histoire
Avant l’apparition des études romanes, de nombreux auteurs groupent le catalan et l’occitan dans une seule et même langue. Cette proximité est renforcée au XIXe siècle par les échanges entre Catalans et Occitans autour de la renaissance culturelle et linguistique des deux espaces.
Ainsi, le Félibrige s’organise en 1876 avec des majoraux occitans mais aussi catalans.